# Moritz Allé
Moritz Allé (1837 — Brno, 1913) foi um matemático e astrônomo tcheco.

## Publicações
- Allé, M.:Die Opposition der Calliope im Jahre 1857.Sitzungsberichte der mathematisch-naturwissenschaftlichen Classe der kaiserlichen Akademie der Wissenschaften Wien, 21, 1856, pp. 379–381.
- Allé, M.:Die Bahn der Laetitia.Sitzungsberichte der mathematisch-naturwissenschaftlichen Classe der kaiserlichen Akademie der Wissenschaften Wien, 24, 1857, pp. 159–161.
- Allé, M.:Die Bahn der Leda. Sitzungsberichte der mathematisch-naturwissenschaftlichen Classe der kaiserlichen Akademie der Wissenschaften Wien, 32, 1858, pp. 258f.
- Allé, M.:Die Bahn der Nemausa. Sitzungsberichte der mathematisch-naturwissenschaftlichen Classe der kaiserlichen Akademie der Wissenschaften Wien, 38, 1859, pp. 749–757.
- Allé, M.:De methodis variis perturbationes speciales dictas computandi.Kiel, 1860.Disertace na univerzitě v Kielu.
- Allé, M.:Die Bahn der Leda.Sitzungsberichte der mathematisch-naturwissenschaftlichen Classe der kaiserlichen Akademie der Wissenschaften Wien, 43, 1861, pp. 585f.
- Allé, M.:Über die Entwicklung von Funktionen in Reihen, die nach einer besonderen Gattung algebraischer Ausdrücke fortschreiten. Sitzungsberichte der mathematisch-naturwissenschaftlichen Classe der kaiserlichen Akademie der Wissenschaften Wien, 52, 1865, pp. 453–478.
- Allé, M.:Ein Beitrag zur Theorie der Funktionen von drei Veränderlichen.Sitzungsberichte der mathematisch-naturwissenschaftlichen Classe der kaiserlichen Akademie der Wissenschaften Wien, 72, 1875, pp. 289–310.
- Allé, M.:Über die Bewegungsgleichungen eines Systems von Punkten. Sitzungsberichte der mathematisch-naturwissenschaftlichen Classe der kaiserlichen Akademie der Wissenschaften Wien, 73, 1876, pp. 25–46.
- Allé, M.: Zur Theorie des Gaussschen Krümmungsmasses. Sitzungsberichte der mathematisch-naturwissenschaftlichen Classe der kaiserlichen Akademie der Wissenschaften Wien, 74, 1877, pp. 9–38.
- Allé, M.:Beiträge zur Theorie des Doppelverhältnisses und zur Raumkollineation. Sitzungsberichte der mathematisch-naturwissenschaftlichen Classe der kaiserlichen Akademie der Wissenschaften Wien, 85, 1881, pp. 1021–1034.
- Allé, M.:Über die Ableitung der Gleichungen der drehenden Bewegung eines starren Körpers nach der Grassmannschen Analyse.Mitteilungen der Mathematischen Gesellschaft zu Prag, 1892, pp. 64–68.
- Allé, M.:Ein Beitrag zur Theorie der Evoluten.Sitzungsberichte der mathematisch-naturwissenschaftlichen Classe der kaiserlichen Akademie der Wissenschaften Wien, 113, 1904, pp. 53–70.
- Allé, M.: Über infinitesimale Transformation.Sitzungsberichte der mathematisch-naturwissenschaftlichen Classe der kaiserlichen Akademie der Wissenschaften Wien, 113, 1904, pp. 681–720.[carece de fontes?]